# Naked II
Naked II is een akoestisch livealbum van Golden Earring uit september 1997. Het is een vervolg op het succesvolle The Naked Truth.
Deze tweede unplugged-cd van Golden Earring werd in het Luxor in Rotterdam opgenomen en bevat klassiekers van de groep die op de voorganger ontbraken. Om het album voor de verkoop aantrekkelijker te maken, staan er twee nieuwe liedjes op: het voor Anouk Teeuwe geschreven en ook door haar opgenomen Mood Indigo en de single Burning Stuntman.
Naked II werd platina.

## Nummers
1. Who Do You Love (3:22) - Bo Diddley
2. Buddy Joe (2:21) - George Kooymans
3. She Flies on Strange Wings (6:11) - George Kooymans
4. Quiet Eyes (3:53)
5. Going to the Run (3:54)
6. Bombay (3:41)
7. Burning Stuntman (4:09)
8. Mood Indigo (4:13)
9. Where Will I Be (4:06) - George Kooymans
10. This Wheel's on Fire (3:15) - Bob Dylan/Rick Danko
11. Johnny Make Believe (4:40)
12. When the Lady Smiles (5:21)
13. The Devil Made Me Do It (7:18)

## Hitnotering
| Naked II in de Album Top 100 - binnen: 04-10-1997 | Naked II in de Album Top 100 - binnen: 04-10-1997 | Naked II in de Album Top 100 - binnen: 04-10-1997 | Naked II in de Album Top 100 - binnen: 04-10-1997 | Naked II in de Album Top 100 - binnen: 04-10-1997 | Naked II in de Album Top 100 - binnen: 04-10-1997 | Naked II in de Album Top 100 - binnen: 04-10-1997 | Naked II in de Album Top 100 - binnen: 04-10-1997 | Naked II in de Album Top 100 - binnen: 04-10-1997 | Naked II in de Album Top 100 - binnen: 04-10-1997 | Naked II in de Album Top 100 - binnen: 04-10-1997 | Naked II in de Album Top 100 - binnen: 04-10-1997 | Naked II in de Album Top 100 - binnen: 04-10-1997 | Naked II in de Album Top 100 - binnen: 04-10-1997 | Naked II in de Album Top 100 - binnen: 04-10-1997 | Naked II in de Album Top 100 - binnen: 04-10-1997 | Naked II in de Album Top 100 - binnen: 04-10-1997 | Naked II in de Album Top 100 - binnen: 04-10-1997 | Naked II in de Album Top 100 - binnen: 04-10-1997 | Naked II in de Album Top 100 - binnen: 04-10-1997 | Naked II in de Album Top 100 - binnen: 04-10-1997 | Naked II in de Album Top 100 - binnen: 04-10-1997 | Naked II in de Album Top 100 - binnen: 04-10-1997 | Naked II in de Album Top 100 - binnen: 04-10-1997 | Naked II in de Album Top 100 - binnen: 04-10-1997 | Naked II in de Album Top 100 - binnen: 04-10-1997 |
| Week                                              | 01                                                | 02                                                | 03                                                | 04                                                | 05                                                | 06                                                | 07                                                | 08                                                | 09                                                | 10                                                | 11                                                | 12                                                | 13                                                | 14                                                | 15                                                | 16                                                | 17                                                | 18                                                | 19                                                | 20                                                | 21                                                | 22                                                | 23                                                | 24                                                | 25                                                |
| ------------------------------------------------- | ------------------------------------------------- | ------------------------------------------------- | ------------------------------------------------- | ------------------------------------------------- | ------------------------------------------------- | ------------------------------------------------- | ------------------------------------------------- | ------------------------------------------------- | ------------------------------------------------- | ------------------------------------------------- | ------------------------------------------------- | ------------------------------------------------- | ------------------------------------------------- | ------------------------------------------------- | ------------------------------------------------- | ------------------------------------------------- | ------------------------------------------------- | ------------------------------------------------- | ------------------------------------------------- | ------------------------------------------------- | ------------------------------------------------- | ------------------------------------------------- | ------------------------------------------------- | ------------------------------------------------- | ------------------------------------------------- |
| Nummer                                            | 2                                                 | 3                                                 | 3                                                 | 3                                                 | 3                                                 | 8                                                 | 15                                                | 25                                                | 31                                                | 28                                                | 40                                                | 38                                                | 48                                                | 53                                                | 50                                                | 51                                                | 38                                                | 18                                                | 15                                                | 18                                                | 18                                                | 20                                                | 25                                                | 29                                                | 34                                                |
| Week                                              | 26                                                | 27                                                | 28                                                | 29                                                | 30                                                | 31                                                | 32                                                | 33                                                | 34                                                | 35                                                | 36                                                |                                                   | 37                                                | 38                                                |                                                   |                                                   |                                                   |                                                   |                                                   |                                                   |                                                   |                                                   |                                                   |                                                   |                                                   |
| Nummer                                            | 45                                                | 38                                                | 30                                                | 35                                                | 42                                                | 54                                                | 65                                                | 73                                                | 80                                                | 87                                                | 96                                                | uit                                               | 94                                                | 97                                                | uit                                               |                                                   |                                                   |                                                   |                                                   |                                                   |                                                   |                                                   |                                                   |                                                   |                                                   |

Discografie